# Bakary Koné
Nezaměňovat s fotbalistou Pobřeží slonoviny s podobným jménem - Bakari Koné
Bakary Koné (* 27. dubna 1988, Ouagadougou, Burkina Faso) je fotbalový obránce z Burkiny Faso, který v současné době hraje ve francouzském klubu Olympique Lyon.

## Klubová kariéra
V dresu Guingampu vyhrál Coupe de France v sezóně 2008/09. Díky tomu se představil v utkání Trophée des champions 2009, kde Guingamp podlehl FC Girondins de Bordeaux 0:2.
11. srpna 2011 přestoupil za 3,8 milionu eur do Olympique Lyon, kde podepsal pětiletou smlouvu.
V sezóně 2011/12 vyhrál s Lyonem Coupe de France (francouzský fotbalový pohár). Na začátku sezóny 2012/13 se klub utkal v Trophée des champions (francouzský Superpohár) s vítězem Ligue 1 - týmem Montpellier HSC, kterého zdolal až v penaltovém rozstřelu poměrem 4:2. Koné hrál v základní sestavě a v penaltovém rozstřelu svůj pokus proměnil, z hráčů Lyonu šel kopat jako třetí.

## Reprezentační kariéra
V seniorské reprezentaci Burkiny Faso debutoval v roce 2006.
Zúčastnil se Afrického poháru národů 2010, kde Burkina Faso nepostoupila ze základní skupiny B; a Afrického poháru národů 2012 v Gabonu a Rovníkové Guineji, kde burkinafaský národní tým skončil v základní skupině B na posledním čtvrtém místě bez zisku bodu. Na Africkém poháru národů 2013 v Jihoafrické republice se s týmem probojoval až do finále proti Nigérii, které Burkina Faso prohrála 0:1.

Zúčastnil se i Afrického poháru národů 2015 v Rovníkové Guineji.